# خالي شغل (فلم)
خالي شغل فيلم كوميدي للمخرج حسن عامر عام 1955 عن قصة صلاح رحمي وكتب الحوار المخرج حسن عامر بمساعدة الفنان عبد الغني النجدي. الفيلم من بطولة كاريمان وأحمد غانم في أول بطولة مطلقة له على الشاشة، تدور الأحداث حول الشاب الريفي حسونة الذي يؤمن بأن النحس يلازمه في كل ما يفعل، ولكن يبدأ يغيِّر نظرته للحياة حينما ينجح في مسابقة تمثيل، ويأخذ دور البطولة في العمل.
صدر الفيلم إلى دور العرض المصرية في أول يناير 1955.
منح موقع قاعدة بيانات الأفلام العربية «السينما.كوم» الفيلم درجة 5/ 10.

## طاقم التمثيل
كاريمان: في دور بسيمة رشاد (عاملة بصالون للسيدات)
أحمد غانم: في دور حسونة (منولوجست ومغني)
عبد النبي محمد: في دور عم عبيد (الملحن)
عدلي كاسب: في دور رشاد (والد بسيمة)
رياض القصبجي: في دور الأستاذ غزالي (صاحب مكتب لأعمال السينما والمسرح)
عبد المنعم بسيوني: في دور جميل (صاحب محل أدوات تجميل)
فتحية علي: في دور أم دولت
بالاشتراك مع: حسين عسر - إلهام زكي - محمد الديب - رجاء يوسف - منير الفنجري - محمد صبيح - محسن حسنين - نعيم مصطفى - رشاد حامد - أنور الخوام - صلاح المصري - رشوان مصطفى - ليلى حلمي - علي عيسى.

## ملخص أحداث الفيلم
حسونة (أحمد غانم) محترف طرد من الشغل، وهو شاب ريفي ترك بلدته ونزح إلى العاصمة بحثاً عن مستقبله الفني  والوظيفة التي حصل عليها في شركة للإنتاج الفني لم يزد التحاقه بها أكثر من يومين، وتم طرده كي يؤول مصيره إلى مقهى النشاط عند الرصيف المقابل، وهذا أمر طبيعى بالنسبة لحبيبته بسيمة (كاريمان) العاملة بصالون للسيدات والتي تتقبل الأمر بصدر رحب، وتحاول من ناحيتها أن تحصل على عمل كمطربة استعراضية، أما حسونة فإنه لا يكف عن البحث عن وظيفة، ولما لم يجد فرصته يضطر للعمل في عدة أعمال ليعيش ويسدد إيجار حجرته فوق السطوح، وفي النهاية حصل على وظيفة مونولوجست.

## أغاني ومنولوجات الفيلم
كلمات الأغاني: فتحي قورة - إبراهيم عاكف - محمد على أحمد
الألحان: محمد الموجي - عزت الجاهلي - محمد عمر
الفن مالوش وطن: اداء أحمد غانم
أميرتنا يا أموره: أداء احمد غانم
معلهش يا زهر: أداء أحمد غانم
أغنية: أنا منك وانت منى (كاريمان)
أوبريت السلطان: أداء أحمد غانم ومجوعة الممثلين
سكتش غنائي: (حدّوتة الأميرة)
نجوم الظهر: مونولوج أحمد غانم 

## استقبال الفيلم
تحدث الناقد السينمائي محمود قاسم من عدم تواجد المنولوجست أحمد غانم وأيضا الممثلة كاريمان في بطولات أفلام سينمائية بعد هذا الفيلم حيث كتب على موقع الشروق في 28 يونيو 2019 متحدثاً عن كاريمان: "تعاملت معها السينما كنجمة استعراضية وممثلة، وكانت ذات جمال مقبول وجيدة الأداء في أنواع متعددة، كما كان في إمكانها أن تؤدي أدوار الاغراء، وهي صالحة تماما لأدوار البنت الشقيقة... أما أحمد غانم فقد ولد متألقا بقوة في فيلم "قمر 14" 1950، إخراج نيازى مصطفى... كان فيلمه الثاني «خالي شغل» هو البطولة المطلقة. وفيما بعد ابتعد عن السينما، واشتهر في حفلات الستينيات بالأغنيات الساخرة، إلى أن آمن به المخرج أشرف فهمي وكان يقدمه في أفلامه كنوع من التبرك به. فيلم «خالي شغل» هو مغامرة انتاجية بكل المقاييس، والغريب أن تلك السمة كانت منتشرة جدا في تلك الفترة، وأن يكون الفيلم بأكمله عبارة عن أسماء مجهولة تقريبا يتم تقديمه بمنطق "ياصابت ياخابت"، ولم يكن هناك تفسير لكن حسن عامر يود أن يحقق حلمه بتقديم فيلم بأى ثمن، فيكتب القصة، ويكتشف أن إسماعيل يس مشغول تماما وهو الذي مثل في 18 فيلماً في العام الذي تم فيه تصوير الفيلم، فلم لا يغامر المخرج بمونولوجست شاب وليتنظر النتيحة... لكن للآسف فإن غانم لم يكن بارعاً في هذا الفيلم ولم يتمكن من الوصول إلى أي درجة من المقارنة مع زملاء تلك المرحلة فانخرس تماما عن الغناء السينمائى حتى نهاية حياته، كما أن المخرجين الآخرين استبعدوا كاريمان من الغناء في كل افلامها التالية، وصار الفيلم بمثابة مرحلة تحول فارق في مسيرة بطليه. لم يكن أحمد غانم في الفيلم جذابا مثل نجوم عصره خاصة إسماعيل يس وشكوكو، لذا تأخر في عمله السينمائي، وقرر العمل في الحفلات العامة ولم يترك أي صدى في السينما، بينما تحركت كاريمان ببطء شديد، أما فيلم «خالي شغل» فيبقى درسا أبديا لكل من يغامر لتقديم مثل هذه المغامرة أنها ستلقى المصير الذي حدث، ليس فقط في عدم الإقبال، بل إن الفيلم دخل دائرة النسيان تماما، ولو أن المخرج تعامل بجدية مع الأمر لاستخرج من كاريمان وغانم ما فعله بركات في "بنات اليوم" واشرف فهمى فيما بعد مع أحمد غانم.
كتبت صحيفة الرأي الأردنية مقالة تحت عنوان «كريمان.. فاتنة المعز الشقية..المنسي في الغناء العربي» حيث أسهبت في الكتابة عن تاريخ الفنانة كاريمان وخصت فيلم «خالي شغل» بالذكر قائلة: «برزت قدراتها كمغنية بفيلم «خالي شغل»... ومن ألحان محمد الموجي وكلمات محمد علي أحمد، قدمت بهذا الفيلم أغنيتها» أمانة يا حلو ما تنسى هوانا«، وقدمت أيضا بنفس الفيلم أغنيتين وهما:» أنا بدي أقول كلمة«و» أنا منك وإنت مني«، وبشقاوتها المعهودة زمن اسكتش» أميرتنا يا أمورة«راحت تغني لأحمد غانم نهاية الفيلم:» الشوق بغرامك فاض بيا«، وواصلت الصحيفة كتابتها عن كاريمان قائلة:» ذكرت بعض المصادر أن الموسيقار محمد عبد الوهاب شاهدها بالمدرسة في إحدى المرات وقال عبارته التي ظلت عالقة في اذنها: «صاحبة هذا الوجه مكانها الشاشة البيضاء».

## روابط خارجية
- مقالات تستعمل روابط فنية بلا صلة مع ويكي بيانات